# Манілов
Мані́лов — персонаж поеми Миколи Васильовича Гоголя «Мертві душі». Від характеру цього образу, одного з найцікавіших у поемі, утворився крилатий вираз «маніловщина» для позначення безпідставної мрійливості, надміру добродушного та пасивного ставлення до дійсності, саме ім'я Манілова також стало прецедентним. Манілов виділяється не тільки розмахом задумів у поєднанні з повною бездіяльністю (подібні риси є і у парного йому персонажа, Тентетникова), а й повною зневагою до практичних питань: Манілов навіть не помічає розрухи у своєму маєтку.
Образи поеми зазвичай сприймаються як сатира на соціальні типи сучасного Гоголю суспільства. Подібно до всіх виведених поміщиків, Манілов, за висловом В. Ф. Переверзєва, є «порожником», а нікчемність надає безглузде забарвлення м'якості його натури. Неробство перетворює позитивну властивість — м'якість — на «моральну сльоту». Незважаючи на перебільшений образ, бездіяльність Манілова не служить не тільки добру, а й злу, і тому не викликає огиди, за словами Переверзєва, це далеко не погана людина. Суб'єктивне ставлення до Манілова сучасних читачів, згідно з М. М. Чувелева, найчастіше і грунтується на симпатії.
Чувельова також наголошує на «душевній порожнечі» Манілова. Оскільки «святе місце порожнім не буває», порожнеча, де немає світла, заповнюється пітьмою. У екранізації П. С. Лунгіна це заповнення порожнечі злом візуалізоване: Манілов, говорячи про Чичікова, перевтілюється і, немов під впливом гіпнозу, повторює слова і манери махінатора. Сам Манілов не живе; статичність цього персонажа — це «нудьга смертельна». З погляду Чувелевої, сучасне порівняно тепле ставлення до персонажа читачів характеризує стан сьогоднішнього суспільства, в якому спроби наживи на мертвих душах не викликають неприйняття, це «адже реальним ревізським душам жодної шкоди не завдасть».